# Sabine Monauni
Sabine Tömördy, coniugata Monauni (Feldkirch, 10 aprile 1974), è una politica liechtensteinese.

## Biografia

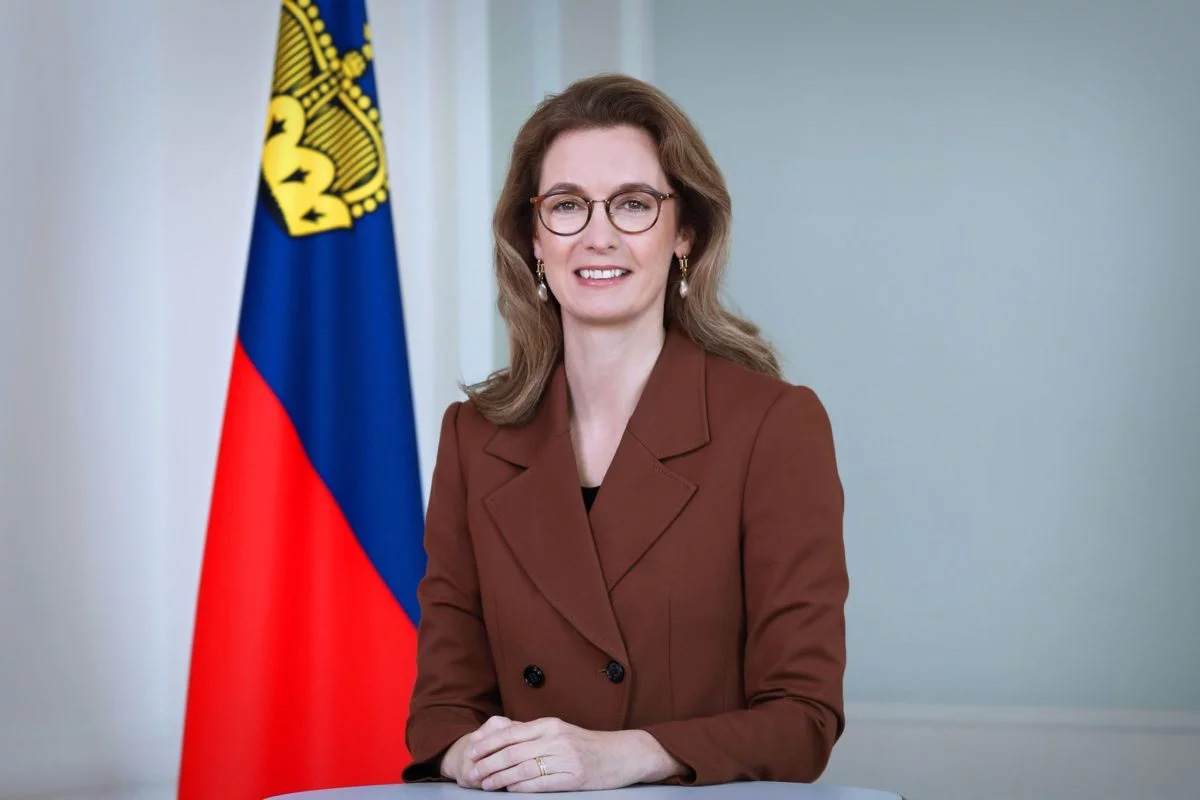
Sabine Monauni nel 2021

È nata a Feldkirch, in Austria, nel 1974, una dei tre figli dell'ingegnere Walter Tömördy e di Heidi Meier.
Studiò al Liechtensteinisches Gymnasium di Vaduz dal 1986 al 1994, per poi laurearsi in legge presso l'Università di San Gallo nel 1999 e specializzarsi al Collegio d'Europa a Bruges in diritto europeo, tra il 2000 e il 2001.
Lavorò presso il Governo del Liechtenstein dal 2001 al 2010, anno in cui divenne un membro del collegio dell'Autorità di vigilanza dell'AELS a Bruxelles. Ha ricoperto il ruolo di consigliere all'Ufficio degli affari esteri di Vaduz dal 2014, e presso il Ministero degli affari sociali a partire dall'anno successivo.
Dal luglio del 2016 è stata ambasciatrice in Belgio e presso l'Unione europea fino al 2021; nello stesso anno è stata la prima donna a candidarsi alla carica di premier, rappresentando il Partito Progressista dei Cittadini (FBP) alle elezioni parlamentari che, avendo visto pareggiare l'FBP e l'Unione Patriottica, hanno portato a un accordo di coalizione in seguito al quale Monauni è stata nominata vice primo ministro il 25 marzo. È entrata anche in carica come ministra.

## Vita privata
Il 27 marzo 2009 ha sposato l'ingegnere meccanico Gian-Reto Monauni (5 aprile 1968), con cui ha due figli.